# Bande noire
La bande noire was in de jaren 1790 een groep onroerendgoedspeculanten die, zo kort na de Franse Revolutie, kastelen, burchten en abdijen tegen zeer lage prijzen opkochten, die als nationale goederen waren onteigend. Vervolgens werden de gebouwen gesloopt en de gewonnen materialen werden verkocht. Ook de veelal bij de kastelen gelegen landerijen werden opgedeeld en verkocht. 
De naam werd verzonnen door de romantische schrijvers uit de tijd na de Revolutie, kort na 1820. De vernietiging van zulke oude, cultuurhistorisch belangrijke, gebouwen trok de aandacht van de schrijvers.
Onder de bekende kastelen en burchten die op die wijze vernietigd zijn, vallen onder andere:
- Château des Ormes (Poitou)
- Château de Chanteloup
- Château de Leugny
- Château de Courmenant

## Wetenswaardigheid
- "La bande noire" is ook de titel van een bekend gedicht van Victor Hugo, geschreven in 1823 en gepubliceerd in zijn Nieuwe Odes, dat ook gaat over de genoemde speculaties.